# بودیان (صومعه‌سرا)
بودیان روستایی در ایران است که در استان گیلان واقع شده‌است. بودیان ۲۳۷ نفر جمعیت دارد.